# Jezzine (district)
Jezzine is een district in het gouvernement Zuid in Libanon. De hoofdstad is de gelijknamige stad Jezzine.
Jezzine heeft een oppervlakte van 241 vierkante kilometer en een bevolkingsaantal van 15.000.
Er vindt enige wijnbouw van betekenis plaats.